# Друг Црни у НОБ-у (ТВ серија)
„Друг Црни у Народноослободилачкој борби“ је српска телевизијска серија из 2013. године. Режирао ју је Раде Марковић млађи који је написао и сценарио по идеји Богдана Стојиљковића.
Серија је премијерно приказана у Београду 3. фебруара 2013. године.

## Улоге
| Глумац              | Улога |
| ------------------- | --- |
| Ненад Јездић        | Живота Грујић „Друг Црни“ / Црни Груја |
| Борис Миливојевић   | Брале Калабић / Боле |
| Маринко Маџгаљ      | Веселин Чеговић „Че“ / Марија / Чеда Веља |
| Никола Којо         | Друг Тетак / Андроидни Тетак / Тетков клон 1 / Тетков клон 2 / Јагодинац Младен / Карађорђе                                                                                 |
| Драган Јовановић    | Адолф Хитлер / Џејмс Болд / муфтија Халид Мулахасанефендијадефендијаомерашашеховић                                                                                          |
| Драган Вујић        | Мајор Кригермајстер / Френклин Рузвелт |
| Слободан Нинковић   | Друг Уча / Поручник Фон Штурмкугл / британски официр Бејли / Шабан Шаћировић                                                                                                |
| Срђан Милетић       | Милић Батинић / Пуковник Бергер / британски официр Стивенсон / спикер немачког журнала / спикер партизанског журнала / кандидат за Тетковог клона / партизан / Јохан Менгел |
| Дејан Матић         | Четник Паун / Партизан Космајац / Јозеф / Агент Дерижабић / Мајстор Соћа |
| Владан Дујовић      | Агент Мучибабић / Четник Љубиша / Штеф / Ханс / Пуковник Штрудл |
| Дубравко Јовановић  | Секула / Војвода Драшко / Партизан Рамо / Макс / Ото Фалос |
| Жељко Митровић      | Четник Аћим / Франсоа / Риста / Новак / Херман |
| Горан Даничић       | Вили / Марисав / Цветко / Ратко / Фриц |
| Слободан Тешић      | Хитлеров секретар / Научник / рибар Илија / сељак 1 |
| Небојша Илић        | Кекец Кардељ |
| Душанка Стојановић  | Друзилка Докторовић / Друзила |
| Милан Чучиловић     | Војник Леополд / поштар Милан / логораш Јанко / немачки официр 2 / судија Јусуф                                                                                             |
| Данијела Михајловић | Другарица Лепосава |
| Лена Богдановић     | Другарица Розалија |
| Ратко Танкосић      | Цаја лопов |
| Бојан Стојчетовић   | Партизан Ванчо / Тенкиста Курт / Командос 2 / омладинац Ђурица / редов Радован                                                                                              |
| Лако Николић        | Командос 1 / омладинац Ђорђе / логораш Зоран |
| Владимир Алексић    | Командос 3 / логораш Драган / фудбалер Фогл |
| Срђан Јовановић     | Партизан Стипе |
| Младен Шевић        | Немачки војник на прузи |
| Димитрије Илић      | Жандарм Жика / војник Георг / немачки официр 1 / сељак 2 |

## Специјални гости
- Бата Живојиновић - Валтер
- Рене Биторајац - Хрвоје Будак
- Иван Тасовац - Немачки војник
- Милојко Пантић - Спикер филмског журнала
- Нађа Секулић - Хитлерова помоћница / комшиница
- Марко Живић - Кројач Братољуб / Шакал / Доктор Младен
- Марија Петронијевић - Елза Рабиновиц / Другарица Јокица
- Александар Горанић - Деда Никола / Самуел Рабиновиц / сељак 3
- Огњен Амиџић - Пијанац
- Драгољуб Ђуричић - Градски добошар
- Сандра Бугарски - Рајка
- Раул Алберто Дијас - Ђурунгура
- Игор Бракус - Квислиншки коментатор
- Раде Поповић - Партизански Командант
- Арис Мовсесијан - Дамјан
- Мики Перић - Секретар СКОЈ-а
- Леонтина Вукомановић - Секретар СКОЈ-а
- Владимир Маричић - Секретар СКОЈ-а
- Драган Стојковић - Секретар СКОЈ-а
- Зоран Кики Лесендрић - Секретар СКОЈ-а
- Љуба Кешељ - Секретар СКОЈ-а
- Лабрадор Алфи - Секретар СКОЈ-а

## Списак епизода
| Епизода                        | Прво приказивање  |
| ------------------------------ | ----------------- |
| Окупација                      | 3. фебруар 2013.  |
| Марија                         | 10. фебруар 2013. |
| Специјална пошиљка -Први део-  | 17. фебруар 2013. |
| Специјална пошиљка -Други део- | 24. фебруар 2013. |
| Кројач                         | 3. фебруар 2013.  |
| Спашавање редова Радована      | 10. март 2013.    |
| Специјални рат                 | 17. март 2013.    |
| Магични Ото                    | 24. март 2013.    |
| Атентат                        | 31. март 2013.    |
| Срећна Нова 1942. година       | 7. април 2013.    |
| Тајна порука                   | 14. април 2013.   |
| Грујићева листа                | 21. април 2013.   |
| Офанзива                       | 28. март 2013.    |
| Временски мост                 | 5. мај 2013.      |
| Велика битка                   | 12. мај 2013.     |